# Tadeusz Tarnawski (inżynier)
Tadeusz Tarnawski (ur. 18 marca 1926, zm. 17 marca 2011) – żołnierz lwowskiego okręgu AK, mgr inżynier, wykładowca akademicki.

## Życiorys
Urodzony we Lwowie. Od 1944 roku żołnierz AK ps. „Piórko”. Wziął udział w Akcji Burza. W rezultacie wysiedlenia Polaków ze Lwowa w 1946 roku wyjechał z rodzinnego miasta i zamieszkał w Sopocie.
Absolwent, a następnie wykładowca na Wydziale Budownictwa Lądowego Politechniki Gdańskiej. Pełnił funkcję naczelnego inżyniera w Zakładzie Badań Zjednoczenia Budownictwa oraz w Biurach Projektów „Miastoprojekt- Gdańsk” i „Inwestprojekt- Sopot”. Był rzeczoznawcą konstrukcji budowlanych, autorem licznych prac badawczych, projektów i ekspertyz.
Zmarł 17 marca 2011 w Sopocie w przeddzień swoich 85. urodzin. Msza św. żałobna została odprawiona w kościele pw. św. Bernarda w Sopocie przy ul. Abrahama. Pochowany na cmentarzu katolickim w Sopocie (kwatera F1-3-29).

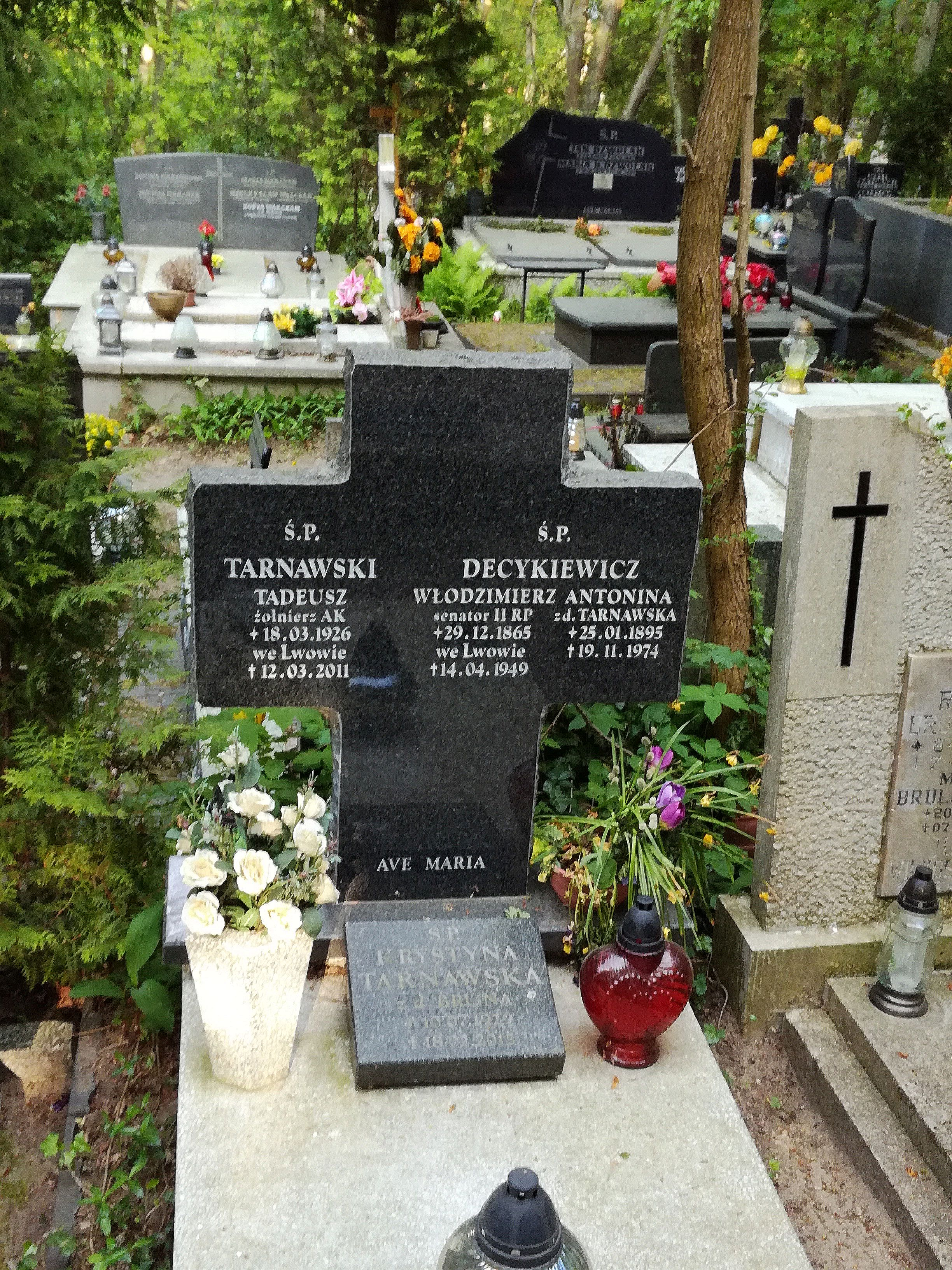
Grób Wołodymyra Decykewycza i Tadeusza Tarnawskiego na cmentarzu katolickim w Sopocie

## Życie prywatne
Żona Małgorzata, dzieci: Jacek, Agnieszka.

## Ordery i odznaczenia
- Krzyż Kawalerski Orderu Odrodzenia Polski
- Złoty Krzyż Zasługi
- Krzyż Armii Krajowej
- Medal Wojska
- Nagrody I Stopnia NOT-1986 za wybitne osiągnięcia w budownictwie
- inne odznaczenia honorowe Stowarzyszeń Technicznych PZITB i NOT.